# Nyctemera accepta
Nyctemera accepta là một loài bướm đêm thuộc phân họ Arctiinae, họ Erebidae.